# Ga Dongmak
Ga Dongmak là ga tàu điện ngầm trên Tuyến 1 của Tàu điện ngầm Incheon.

## Bố trí ga
| Dongchon ↑        |
| S/B N/B \| X X \| |
| ↓ Làng Đại học    |

| Hướng Bắc | ● Incheon tuyến 1 | → Hướng đi Công viên lễ hội ánh trăng Songdo → |
| Hướng Bắc | ● Incheon tuyến 1 | ← Hướng đi Gyeyang                             |
| X         | ● Incheon tuyến 1 | → Không sử dụng                                |

## Vùng lân vận
- Lối thoát 1: Khu công nghiệp Namdong
- Lối thoát 2: Khu công nghiệp Namdong
- Lối thoát 3: Trường trung học Daegeon, thành phố mới Songdo
- Lối thoát 4: Văn phòng Dongchun-2-dong, trường trung học công nghệ nữ sinh Incheon, trường tiểu học Seomyeon, trường tiểu học Dongchun